# Dezső Bánffy
Barón Dezső Bánffy de Losonc (en húngaro: Bánffy Dezső) fue un político y primer ministro húngaro a finales del siglo XIX.

## Comienzos
Hijo del barón Daniel Bánffy y de Anna Gyárfás, nació en Klausenburg el 28 de octubre de 1843, siendo educado en las universidades de Berlín y Leipzig.
Desempeñó el cargo de gobernador provincial (en húngaro: főispán) del condado de Szolnok-Doboka, en la frontera entre Transilvania y Hungría propiamente dicha, labrándose fama de autocrático, entre 1875 y 1890. Adversario de las minorías, se declaró chovinista magiar. Durante su posterior desempeño como primer ministro se le acusó, con cierta justicia, de mantener la visión de gobernador provincial en vez de la de un estadista nacional.
Entre 1892 y 1895 fue presidente de la cámara baja del parlamento húngaro. Se consideró que favoreció a su partido en el desempeño del cargo.
Opuesto a los extremistas magiares, se ausentó del funeral del famoso revolucionario Luis Kossuth en abril de 1894, causando revuelo.

## Primer ministro
Sucedió al experto en finanzas Sándor Wekerle al frente del gobierno en 1895. Partidario de las ideas autoritarias de Béla Grünwald, portavoz del nacionalismo impetuoso, hizo más hincapié en el lado nacionalista que en el liberal de su partido. Bánffy, opuesto a las concesiones a las minorías, defendía un estado magiar unificado, para el que el Ausgleich de 1867 era el mejor sistema para lograrlo.
En 1895 logró la destitución del ministro de exteriores austrohúngaro, el conde Gustav Kalnoky, debido a una disputa en la que Bánffy sostuvo que el legado papal Antonio Agliardi se había inmiscuido en la política interna húngara. Entre la oposición, sin embargo, se ganó una fama de obediente servidor de la corte de Viena, reservándose su actitud autoritaria para Hungría.
Las elecciones que presidió en 1896 fueron más corruptas de lo habitual, logrando reducir la representación de la oposición (partidarios del 48, y partidos católicos y centristas). Sus táctica dura contra la oposición no contó con el apoyo decidido de parte del partido, que veía en peligro la tradició liberal del mismo. Su provincianismo y falta de estilo tampoco le dieron buena imagen entre la clase cultivada húngara.
A las medidas de Bánffy la redudida oposición respondía aprovechando el reglamento parlamentario que el permitía estorbar la aprobación de las leyes. Esta obstrucción aumentó aún más durante las negociaciones de la renovación del acuerdo económico entre las dos partes del Imperio (1897): ante la parálisis del parlamento austriaco que impedía aprobar el nuevo acuerdo, permitió la prórroga del antiguo sin límite, lo que indignó a la oposición. Anteriormente había derrotado la propuesta de la oposición de una frontera arancelaria separada para Hungría. La oposición logró que el presupuesto no fuese aprobado. El intento del veterano fundador del partido y antiguo primer ministro, Colomán Tisza, de lograr la aprobación del mismo mediante una argucia parlamentaria dividió al partido, hizo que gran número de aristócratas los abandonasen (diciembre de 1898) y forzó la renuncia de Bánffy, que presentó su dimisión el 16 de febrero de 1899. Su sucesor al frente del gobierno, el también liberal Colomán Széll, logró rebajar la tensión política generada durante el gobierno de Bánffy gracias a su carácter conciliador.

## Paso a la oposición

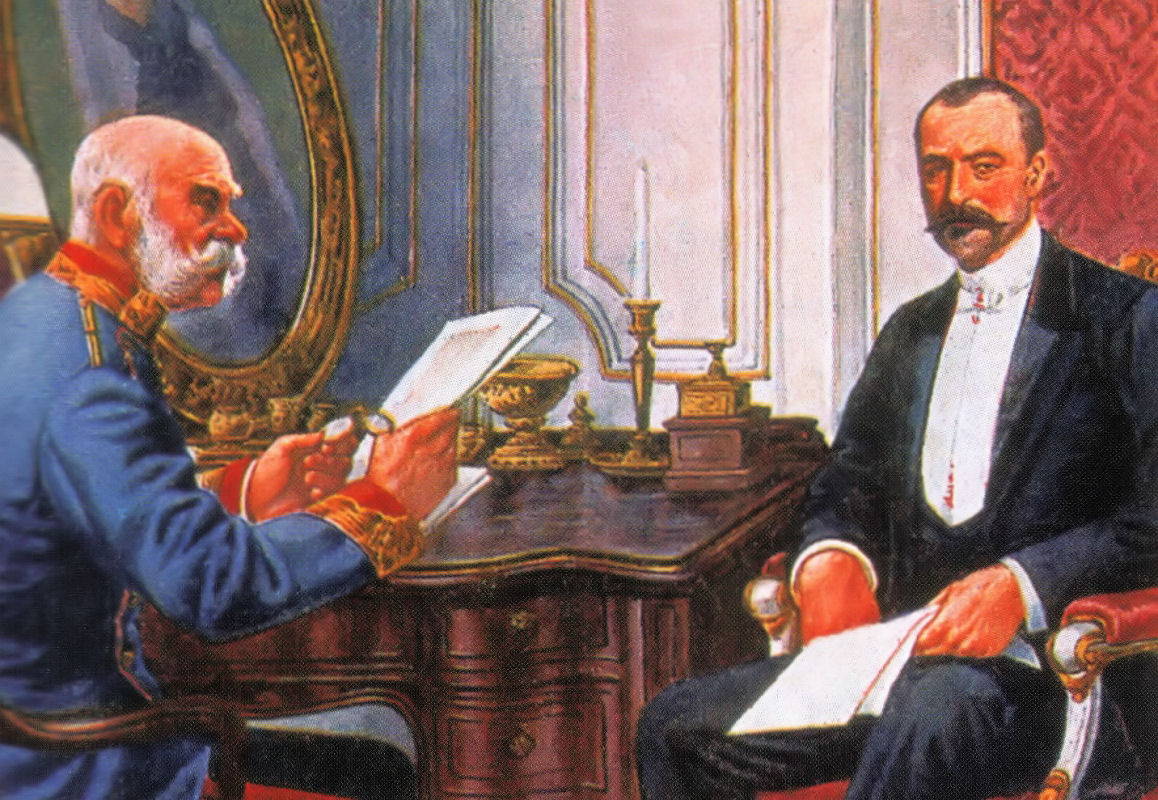
El emperador Francisco José y Esteban Tisza. Tras su ministerio en el que Bánffy representó junto a Tisza el autoritarismo en el seno del Partido Liberal y que hizo que este perdiese partidarios en 1898, Bánffy pasó a oponerse a las políticas de este y a acercarse a los que exigieron al emperador cambios en el ejército común austrohúngaro, lo que llevó a una grave crisis política

El gobierno de Bánffy no contó con el entusiasmo de la futura principal figura del Partido Liberal que marcaría pronto la política de Hungría y en parte de todo el Imperio hasta su disolución al final de la Primera Guerra Mundial, Esteban Tisza (hijo de Colomán). Las políticas intransigentes con las minorías y la dura oposición a la expansión del movimiento socialista entre los trabajadores urbanos, a los que Tisza deseaba atraer, no eran compartidas por este. Tisza apoyó, sin embargo, las medidas autoritarias de Bánffy contra la oposición, lo que les aisló de la mayoría del Partido.

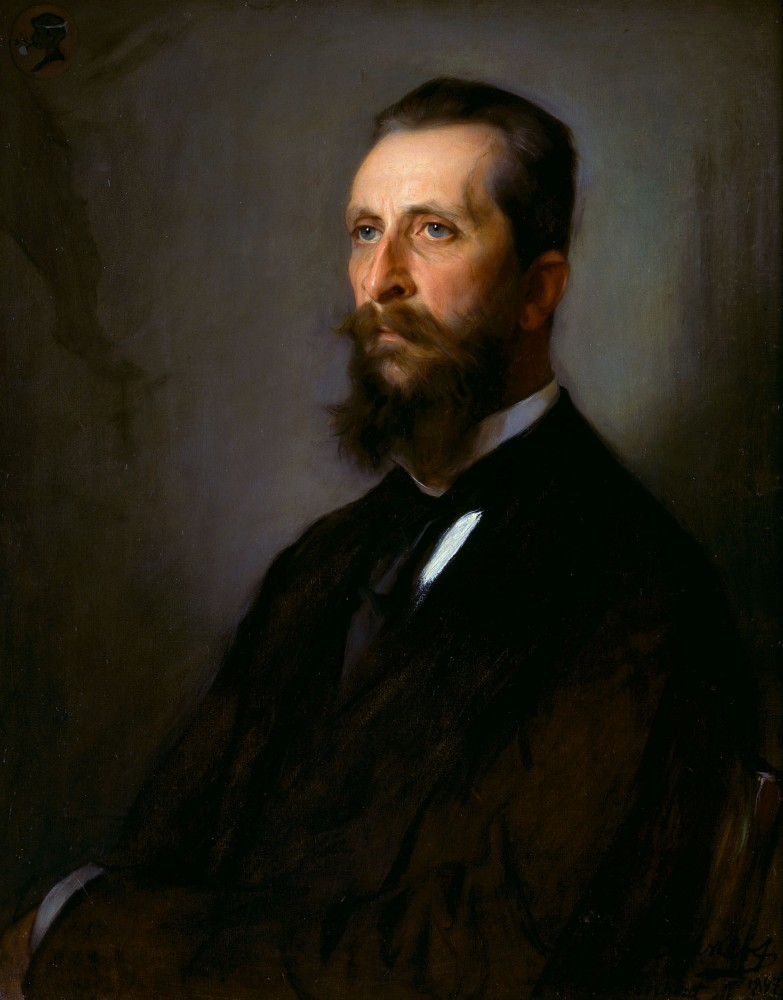
El conde Albert Apponyi, uno de los dirigentes de la Coalición que, junto con Bánffy, logró la derrota electoral de Tisza y mantuvo el pulso con el emperador Francisco José.

Pasó a la oposición en 1904, entre 1875 y 1890. convirtiéndose en el dirigente del Nuevo Partido que, junto con Partido Nacional de Albert Apponyi, exigió a Tisza, entonces ya primer ministro, la reforma del ejército común austrohúngaro para hacerlo más magiar. La actitud de Bánffy, que rompía con su carrera anterior al apoyar a los partidarios del alejamiento de Viena, fue causa del sarcasmo de Tisza.
Bánffy, junto con el resto de dirigentes opuestos a Tisza que lograron su gran derrota de 1905, mantenía que la concesión de las demandas magiares reforzaría la popularidad del Compromiso Austrohúngaro de 1867 entre los húngaros, postura que no era compartida por el emperador Francisco José ni los políticos austriacos.
Cuando el emperador, cansado de la oposición de los políticos magiares, encargó el gobierno al barón Géza Fejérváry, este, considerado un primer ministro inconstitucional por la mayoría de los dirigentes húngaros, contraatacó proponiendo la extensión del sufragio, del 6,29% de entonces al 15,74%. La Coalición, que había ganado las elecciones a Tisza y votado contra Fejérváry, se dividió sobre la propuesta, que Bánffy apoyó.
Bánffy, junto con otros destacados dirigentes de la Coalición, acudió a la audiencia real del 23 de septiembre de 1905 en la que Francis José rechazó sus pretensiones de cambios en el ejército y, ante la retirada de los políticos magiares, que creían que el emperador claudicaría ante la debilidad de su gobierno en Hungría, volvió a nombrar a Fejérváry y aprobó su proyecto de ampliación del derecho al voto, que los dirigentes de la coalición temían por motivos sociales (posible aumento de los socialistas y de las minorías en el parlamento) y económicos (miedo a una reforma agraria).
Más adelante Bánffy se alejó de sus socios de la Coalición en ya en 1909 se había convertido en un dirigente solitario a la izquierda del espectro político magiar que defendía el sufragio universal y una democratización radical de la política.